# Гамильтониан (квантовая механика)
Гамильтониа́н ({\displaystyle {\hat {H}}} или H) в квантовой теории — оператор полной энергии системы (ср. функция Гамильтона). Название «гамильтониан», как и название «функция Гамильтона», происходит от фамилии ирландского математика Уильяма Роуэна Гамильтона.
Его спектр — это множество возможных значений при измерении полной энергии системы. Спектр гамильтониана может быть дискретным или непрерывным. Также может быть ситуация (например, для кулоновского потенциала), когда спектр состоит из дискретной и непрерывной части.
Так как энергия — вещественная величина, гамильтониан является самосопряжённым оператором.

## Уравнение Шрёдингера
Гамильтониан генерирует временную эволюцию квантовых состояний. Если {\displaystyle \left|\psi (t)\right\rangle } — состояние системы в момент времени t, то
{\displaystyle {\hat {H}}\left|\psi (t)\right\rangle =i\hbar {\partial  \over \partial t}\left|\psi (t)\right\rangle .}
Это уравнение называется уравнением Шрёдингера (оно выглядит так же, как и уравнение Гамильтона — Якоби в классической механике). Зная состояние в начальный момент времени (t = 0), мы можем решить уравнение Шрёдингера и получить вектор состояния в любой последующий момент времени. В частности, если H не зависит от времени, то
{\displaystyle \left|\psi (t)\right\rangle =e^{-iHt/\hbar }\left|\psi (0)\right\rangle .}
Оператор экспоненты в правой части уравнения Шрёдингера определяется через степенной ряд по H.
По свойству *-гомоморфизма, оператор
{\displaystyle U=e^{-iHt/\hbar }}
унитарен. Это оператор временной эволюции, или пропагатор замкнутой квантовой системы.
Если гамильтониан не зависит от времени, {U(t)} образует однопараметрическую группу; отсюда следует принцип детального равновесия.

## Выражения для гамильтониана в координатном представлении

### Свободная частица
Если у частицы нет потенциальной энергии, то гамильтониан самый простой. Для одного измерения:
{\displaystyle {\hat {H}}=-{\frac {\hbar ^{2}}{2m}}{\frac {\partial ^{2}}{\partial x^{2}}}}
и для трёх измерений:
{\displaystyle {\hat {H}}=-{\frac {\hbar ^{2}}{2m}}\nabla ^{2}=-{\frac {\hbar ^{2}}{2m}}\Delta }

### Потенциальная яма
Для частицы в постоянном потенциале V = V0 (нет зависимости от координаты и времени) в одном измерении гамильтониан такой:
{\displaystyle {\hat {H}}=-{\frac {\hbar ^{2}}{2m}}{\frac {\partial ^{2}}{\partial x^{2}}}+V_{0}}
В трёх измерениях:
{\displaystyle {\hat {H}}=-{\frac {\hbar ^{2}}{2m}}\nabla ^{2}+V_{0}}

### Простой гармонический осциллятор
Для простого гармонического осциллятора в одном измерении потенциал зависит от координаты (но не от времени) как
{\displaystyle V={\frac {k}{2}}x^{2}={\frac {m\omega ^{2}}{2}}x^{2},}
где угловая частота {\displaystyle \omega } коэффициент упругости k и масса m осциллятора удовлетворяют соотношению
{\displaystyle \omega ^{2}={\frac {k}{m}},}
поэтому гамильтониан имеет вид
{\displaystyle {\hat {H}}=-{\frac {\hbar ^{2}}{2m}}{\frac {\partial ^{2}}{\partial x^{2}}}+{\frac {m\omega ^{2}}{2}}x^{2}.}
Для трёх измерений гамильтониан принимает вид
{\displaystyle {\hat {H}}=-{\frac {\hbar ^{2}}{2m}}\nabla ^{2}+{\frac {m\omega ^{2}}{2}}r^{2},}
где трёхмерный радиус-вектор r, его модуль определяется так:
{\displaystyle r^{2}=\mathbf {r} \cdot \mathbf {r} =|\mathbf {r} |^{2}=x^{2}+y^{2}+z^{2}}
Полный гамильтониан — это сумма одномерных гамильтонианов:
{\displaystyle {\begin{aligned}{\hat {H}}=-{\frac {\hbar ^{2}}{2m}}\left({\frac {\partial ^{2}}{\partial x^{2}}}+{\frac {\partial ^{2}}{\partial y^{2}}}+{\frac {\partial ^{2}}{\partial z^{2}}}\right)+{\frac {m\omega ^{2}}{2}}(x^{2}+y^{2}+z^{2})\\=\left(-{\frac {\hbar ^{2}}{2m}}{\frac {\partial ^{2}}{\partial x^{2}}}+{\frac {m\omega ^{2}}{2}}x^{2}\right)+\left(-{\frac {\hbar ^{2}}{2m}}{\frac {\partial ^{2}}{\partial y^{2}}}+{\frac {m\omega ^{2}}{2}}y^{2}\right)+\left(-{\frac {\hbar ^{2}}{2m}}{\frac {\partial ^{2}}{\partial z^{2}}}+{\frac {m\omega ^{2}}{2}}z^{2}\right)\\\end{aligned}}}

## В квантовой теории поля
В классической теории поля роль обобщённых координат играют функции поля в каждой точке пространства-времени, в квантовой теории поля они становятся операторами. Для системы взаимодействующих полей гамильтониан представляет собой сумму операторов энергии свободных полей и энергии их взаимодействия. В отличие от лагранжиана, гамильтониан не даёт явно релятивистски-инвариантного описания системы — энергия в разных инерциальных системах отсчёта различна, хотя для релятивистских систем эта инвариантность может быть доказана.